# Новиков, Василий Васильевич (военачальник)
Василий Васильевич Новиков (26 июня [8 июля] 1898, деревня Щёлково, Тверская губерния — 23 октября 1965, Москва) — советский военачальник, Герой Советского Союза (29.05.1945). Генерал-лейтенант танковых войск (27.06.1945)

## Начальная биография
Василий Васильевич Новиков родился 26 июня (8 июля) 1898 года в деревне Щёлково Тверской губернии в крестьянской семье.
Окончил Бежецкое духовное училище, затем Тверскую духовную семинарию в 1916 году.

## Военная служба

### Первая мировая и Гражданская войны
В октябре 1916 года был призван в Русскую императорскую армию. Принимал участие в Первой мировой войне. Окончил Тверское кавалерийское училище в августе 1917 года. Однако в хаосе революционных событий 1917 года офицерское звание ему присвоено не было, а вскоре Новиков покинул армию в чине старшего юнкера.
В мае 1918 года вступил в Красную Армию. С мая по октябрь 1918 года служил помощником военного комиссара Филиппковского районного военного комиссариата в Бежецкком уезде Тверской губернии, затем его направили на учёбу. Окончил 1-е Тверские советские кавалерийские командные курсы РККА в 1919 году.
Принимал участие в Гражданской войне на Юго-Восточном, Южном и Юго-Западном фронтах. С марта 1919 года — командир взвода и командир отдельного кавалерийского эскадрона 11-й армии, участвовал в обороне Астрахани, в мае 1919 года тяжело ранен в бою в правую руку. После выхода из госпиталя в августе 1919 года состоял для поручений при командире бригады, а затем назначен начальником штаба 1-й кавалерийской бригады 6-й кавалерийской дивизии Конного корпуса С. М. Будённого. С декабря 1919 года — следователь и член военного трибунала 4-й кавалерийской дивизии 1-й Конной армии, а с марта 1920 года — начальник оперативного отдела штаба этой дивизии. В июле 1920 года в бою с врангелевцами был ранен вторично, по иронии судьбы — на этот раз в левую руку.
После выхода из госпиталя в августе 1920 года вернулся в 4-ю кавалерийскую дивизию Первой конной армии и продолжил воевать в ней (в общей сложности он прослужил в этой дивизии около 14 лет): старший помощник начальника штаба по оперативной части дивизии, с сентября 1921 года — помощник командира по строевой части 20-го кавалерийского полка, с ноября 1921 года — помощник командира по строевой части 24-го кавалерийского полка.
В составе 1-й Конной армии участвовал в боях с войсками А. И. Деникина, в советско-польской войне, в боях с войсками П. Н. Врангеля в Крыму и с отрядами Н. И. Махно на Украине. В 1921 году Первая конная армия вошла в состав Северо-Кавказского военного округа, где весь год её части вели боевые действия при ликвидации повстанческих отрядов и уголовного бандитизма на Северном Кавказе.

### Межвоенный период
После окончания войны Василий Новиков и далее служил в той же дивизии (с 1925 году её перевели из Северо-Кавказского военного округа в Ленинградский военный округ, в начале 1930-х годов — в Белорусский военный округ: с августа 1922 — командир эскадрона 21-го кавалерийского полка, с декабря 1922 — помощник командира по строевой части 22-го кавалерийского полка, с февраля 1923 — помощник командира по строевой части 21-го кавалерийского полка, с сентября 1924 — и. о. командира 21-го кавалерийского полка, с апреля 1925 — помощник командира по строевой части 20-го кавалерийского полка, с декабря 1926 — помощник командира по строевой части 21-го кавалерийского полка, с апреля 1927 — и. о. начальника оперативного отдела штаба дивизии, с ноября 1927 — командир 22-го отдельного запасного эскадрона, с марта 1930 — командир 19-го кавалерийского полка, с ноября 1932 года — командир 4-го механизированного полка этой дивизии.
В эти же годы много учился и окончил в ноябре 1926 года Новочеркасские кавалерийские курсы усовершенствования комсостава РККА, в марте 1930 — Московские ремонтные курсы усовершенствования комсостава, в ноябре 1932 — Ленинградские бронетанковые курсы усовершенствования командного состава.
В феврале 1935 года он был назначен командиром 3-й механизированной бригады в Белорусском военном округе, которая в 1937 году была передана в Киевский Особый военный округ, а в 1938 году переформирована в 3-ю легкотанковую бригаду.
В 1936 году комбриг Новиков окончил академические курсы при Военной академии механизации и моторизации РККА имени И. В. Сталина. В ВКП(б) вступил в 1937 году. Продолжал командовать бригадой.
С мая 1939 года — начальник командного факультета Военной академии механизации и моторизации РККА имени И. В. Сталина. С сентябре 1939 года назначен начальником автобронетанковых войск 10-й армейской группы в Московском военном округе. В ноябре 1939 года назначен на должность заместителя командующего армейской особой группы.
Принимал участие в советско-финской войне, где командовал Особой армейской группой.
После войны в мае 1940 года его назначили командиром 126-й стрелковой дивизии 4-го стрелкового корпуса (Белорусский особый военный округ). Однако уже в конце июня 1940 года он стал командиром 16-й танковой дивизии в Западном Особом военном округе, а с мая 1941 года командовал 28-м механизированным корпусом в Закавказском военном округе.

#### Великая Отечественная война
С началом Великой Отечественной войны на базе 28-го механизированного корпуса начала формироваться 47-я армия, командующим которой в июле 1941 года и был назначен генерал-майор Новиков. В августе 1941 года армия была включена в Закавказский фронт и участвовала в Иранской операции, после чего несла службу в Иране.
С декабря 1941 года по апрель 1942 года командовал 45-й армией Закавказского фронта, которая была развернута на границе с Турцией. С мая 1942 года — заместитель начальника Главного управления автотранспортной и дорожной службы Красной Армии, а с декабря 1942 года — начальник штаба Главного автомобильного управления РККА. В последней должности Василий Новиков выезжал для налаживания автотранспортной службы в действующих армиях, руководил оперативными перевозками войск и грузов транспортом на Калининском, Западном, Сталинградском фронтах.
С октября 1943 года находился в распоряжении начальника Тыла РККА, а затем Военного Совета 1-го Украинского фронта. С декабря 1943 года — представитель Ставки Верховного Главнокомандования в 5-й гвардейской и в 3-й гвардейской танковых армиях.
С 29 апреля 1944 года по 9 апреля 1945 года Василий Васильевич Новиков командовал 6-м гвардейским танковым корпусом 3-й гвардейской танковой армии. В этой должности Новиков принимал участие в Проскуровско-Черновицкой, Львовско-Сандомирской, Сандомирско-Силезской, Нижне-Силезской операциях.
С 13 апреля 1945 года командовал 7-м гвардейским танковым корпусом в той же армии.
Василий Васильевич Новиков отличился в Берлинской наступательной операции. Танкисты его корпуса с 16 апреля по 2 мая 1945 года прошли с боями более четырёхсот километров, а вечером 22 апреля 1945 года, пройдя за день с боями 35 километров, корпус ворвался в Берлин, выйдя к Тельтов-каналу в районе Штандтсдорф. Данный успех сыграл большую роль в окружении Берлинской группировки немецких войск.
Указом Президиума Верховного Совета СССР от 29 мая 1945 года за отличные боевые действия, умелое руководство войсками в боях за Берлин, проявленные при этом личное мужество и героизм гвардии генерал-майору Василию Васильевичу Новикову присвоено звание Героя Советского Союза с вручением ордена Ленина и медали «Золотая Звезда» (№ 6550).

### Послевоенная карьера

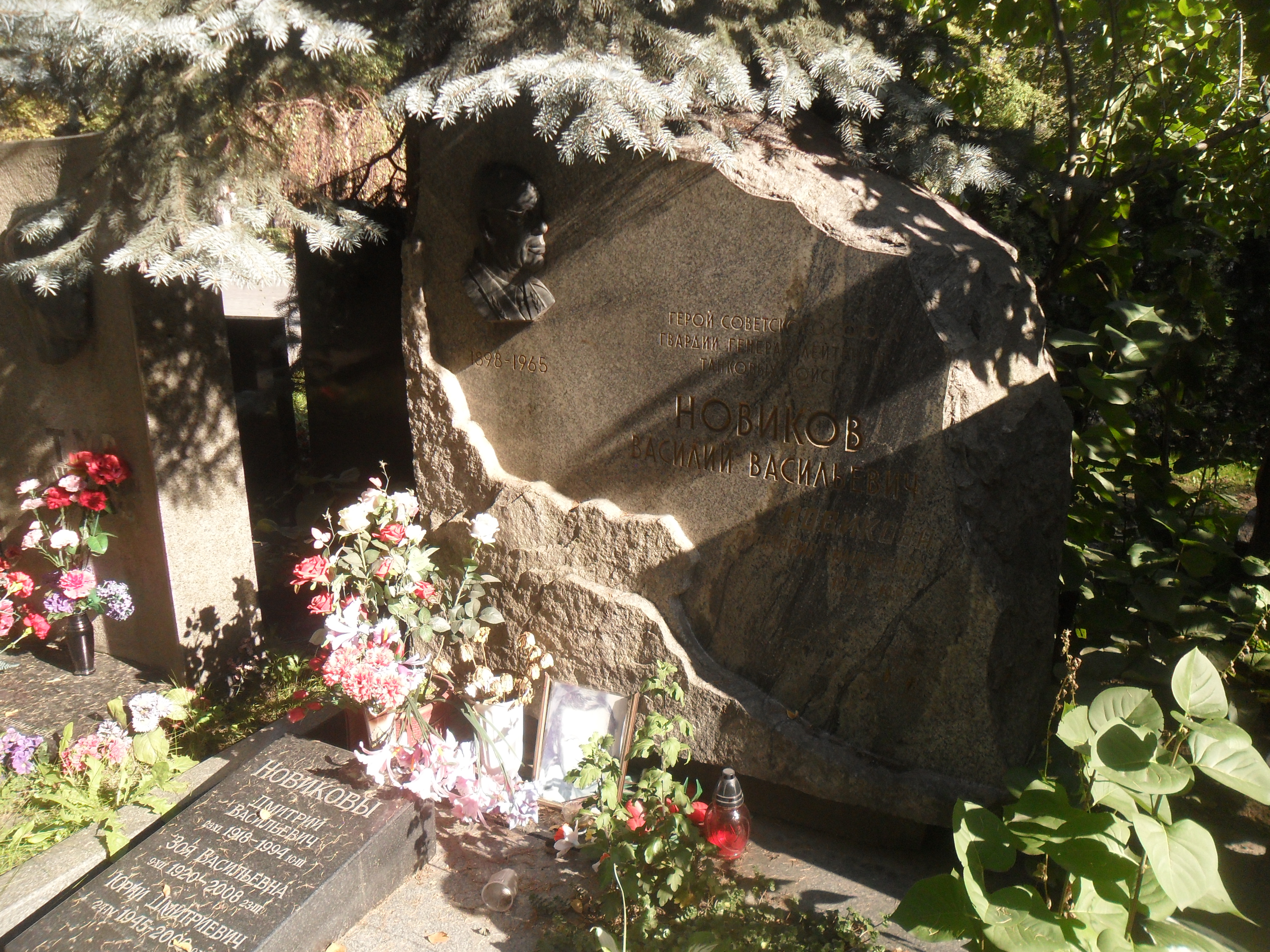
Могила Новикова на Новодевичьем кладбище Москвы.

В августе 1945 году корпус был сокращён до 7-й гвардейской танковой дивизии, и ею продолжал командовать В. В. Новиков (дивизия находилась в составе Центральной группы войск). С сентября 1945 года — заместитель командующего 9-й механизированной армией, а с марта 1947 года — заместитель командира 7-й гвардейской танковой дивизии. С декабря 1948 года — помощник командующего 7-й механизированной армией в Белорусском военном округе.
С июня 1950 года он учился на Высших академических курсах при Высшей военной академии имени К. Е. Ворошилова.Однако в марте 1951 года Василий Васильевич Новиков вышел в отставку по состоянию здоровья. Жил в Москве, где и умер 23 октября 1965 года. Похоронен на Новодевичьем кладбище (участок 6).

## Награды
- Медаль «Золотая Звезда» Героя Советского Союза (29.05.1945);
- два ордена Ленина (21.02.1945, 29.05.1945);
- пять орденов Красного Знамени (22.02.1930, 14.06.1940, 18.09.1943, 3.11.1944, 24.06.1948);
- два ордена Суворова 2-й степени (29.05.1944, 25.08.1944);
- орден Кутузова 2-й степени (6.04.1945);
- медали;
- иностранные ордена и медали.

## Воинские звания
- комбриг (26.11.1935)
- генерал-майор (4.06.1940)
- генерал-лейтенант танковых войск (27.06.1945)